# باتريك جيه هيرلي
باتريك جيه هيرلي (بالإنجليزية: Patrick J. Hurley) (و. 1883 – 1963 م) هو دبلوماسي، وسياسي من الولايات المتحدة الأمريكية ولد في الأراضي الهندية (الولايات المتحدة).
وهو عضو في الحزب الجمهوري .

## التعليم
تعلم في جامعة جورج واشنطن.

## جوائز
حصل على جوائز منها جائزة الشجاعة طيران، ووسام "العمل الشجاع في الحرب الوطنية العظمى 1941-1945، وستار سيلفر، ووسام الاستحقاق.

## روابط خارجية
- باتريك جيه هيرلي على موقع الموسوعة البريطانية (الإنجليزية)
- باتريك جيه هيرلي على موقع إن إن دي بي (الإنجليزية)